# Agnès Martin-Lugand
Agnès Martin-Lugand (přechýleně Agnès Martin-Lugandová; * 1979 Saint-Malo, Francie) je francouzská spisovatelka a psycholožka.

## Život
Narodila se ve francouzském přístavním městečku Saint-Malo. Už od dětství se chtěla stát spisovatelkou, ale osud byl jiný. Stala se dětskou psycholožkou. Šest let pracovala na klinice a po narození syna zůstala v domácnosti. V té době napsala svůj první román Šťastní lidé čtou a pijou kávu (Le gens heureus lisent et boivent du café, 2013), který nejdřív vydala na internetu a mezi literárními bloggery zaznamenal okamžitě úspěch. Krátce poté vyšel v renomovaném francouzském nakladatelství Michel Lafon. Kniha byla přeložena do několika jazyků (češtiny, ruštiny, polštiny, němčiny, španělštiny, italštiny, turečtiny, korejštiny). V červnu 2014 jí vyšel druhý román Entre mes mains le bonheur se faufile. V srpnu 2015 pak pokračování románu Šťastní lidé čtou a pijou kávu pod názvem Šťastní lidé mají šťastný život (La vie est facile, ne t'inquiète pas). V roce 2016 román Lituji, čekají mě… (Désolée je suis attendue). V roce 2016 Merci la maîtresse, nouvelle dans 13 à table. V roce 2017 J'ai toujours cette musique dans la tête.
Je vdaná, má dvě děti.
Podle její první knihy se natáčí i film, na nějž získal práva v roce 2015 americký producent Harvey Weinstein (společnost TWC).

## Vlastní dílo

### Beletrie
- 2013: Les gens heureux lisent et boivent du café, Éditions Michel Lafon, ISBN 978-2749919980
- 2014: Entre mes mains le bonheur se faufile, Éditions Michel Lafon, ISBN 978-2749922096
- 2015: La vie est facile, ne t'inquiète pas, Éditions Michel Lafon, ISBN 978-2749923864
- 2016: Désolée je suis attendue, Éditions Michel Lafon
- 2016: Merci la maîtresse, nouvelle dans 13 à table ! 2017. Paris : Pocket n° 16745, listopad 2016, p. 163–190, ISBN 978-2-266-27126-4
- 2017 : J'ai toujours cette musique dans la tête, Éditions Michel Lafon

### Přeloženo do češtiny
- 2016: Šťastní lidé čtou a pijou kávu[1]
- 2016: Šťastní lidé mají šťastný život[2]
- 2017: Lituji, čekají mě...[3]